# Міжвідомча комісія з питань захисту прав інвесторів, протидії незаконному поглинанню та захопленню підприємств
Міжвідомча комісія з питань захисту прав інвесторів, протидії незаконному поглинанню та захопленню підприємств  — є тимчасовим дорадчим органом при Кабінеті Міністрів України.

## Призначення
Комісія утворюється з метою забезпечення взаємодії органів державної влади у сфері захисту прав інвесторів, протидії незаконному поглинанню та захопленню підприємств (див. рейдерство).

## Завдання
Основними завданнями Комісії є:
- підготовка пропозицій щодо формування і реалізації державної політики у сфері захисту прав інвесторів, протидії незаконному поглинанню та захопленню підприємств, порушенням земельного законодавства, зокрема щодо підвищення ефективності діяльності центральних та місцевих органів виконавчої влади у відповідній сфері;
- збирання, моніторинг інформації про порушення прав інвесторів, факти незаконного поглинання та захоплення підприємств, що призводить до погіршення інвестиційного клімату в Україні; 
- забезпечення координації дій державних органів з питань посилення протидії протиправному поглинанню та захопленню підприємств, порушенням земельного законодавства;
- розроблення комплексу заходів щодо протидії протиправному поглинанню та захопленню підприємств, порушенням земельного законодавства, забезпечення удосконалення механізму регулювання у відповідній сфері. 
Комісія має право:
- одержувати в установленому порядку від центральних і місцевих органів виконавчої влади, органів місцевого самоврядування, підприємств, установ та організацій інформацію, необхідну для виконання покладених на неї завдань; 
- залучати до участі у своїй роботі представників центральних і місцевих органів виконавчої влади, правоохоронних органів, органів місцевого самоврядування, підприємств, установ та організацій (за погодженням з їх керівниками); 
- утворювати у разі потреби для виконання покладених на неї завдань постійні або тимчасові робочі групи; 
- організовувати проведення конференцій, семінарів, нарад та інших заходів.

## Склад, структура
Комісія утворюється у складі голови Комісії, його заступника, секретаря і членів Комісії.
Головою Комісії є Перший віце-прем'єр-міністр України Арбузов Сергій Геннадійович. Під час подій Євромайдану втік із України. З 22 квітня 2014 знаходиться в розшуку МВС, як підозрюваний за ст. 191, ч. 5 КК України — «привласнення, розтрата майна або заволодіння ним шляхом зловживання службовим становищем в особливо великих розмірах або організованою групою».
Заступник голови Комісії та секретар комісії призначається з числа членів комісії.
До складу Комісії входять керівники Мінфіну, Мінекономіки, Мін'юсту, МВС, СБУ, Національної комісії з цінних паперів та фондового ринку, Фонду державного майна, Антимонопольного комітету або їх заступники.
Голова Комісії організовує роботу Комісії; скликає засідання Комісії; веде засідання Комісії; підписує листи, звернення та інші документи, підготовлені Комісією за результатами її роботи.
До участі в засіданні Комісії можуть залучатися представники інших органів державної влади, підприємств, і установ та організацій, громадських організацій.

## Прийняття рішень
Рішення Комісії приймається простою більшістю голосів членів Комісії, що присутні на засіданні.
Член Комісії, який не підтримує прийняте Комісією рішення, може у письмовій формі викласти окрему думку, і яка додається до рішення Комісії.    
У разі рівного розподілу голосів вирішальним є голос голови Комісії.
Рішення Комісії є обов`язковими для розгляду органами державної виконавчої влади.
Для організаційного та інформаційного забезпечення роботи Комісії утворюється аналітична група, яку очолює секретар комісії.
Аналітична група Комісії:
- проводить роботу із збирання і моніторингу інформації щодо фактів незаконного поглинання та/або захоплення підприємств, порушення земельного законовдства;
- готує порядок денний засідання Комісії, матеріали, що підлягають розгляду на засіданні Комісії, проекти рішень і надсилає їх членам Комісії;
- інформує членів Комісії з питань її діяльності.

Склад аналітичної групи Комісії та положення про неї затверджує голова Комісії.

## Діяльність комісії
Міжвідомчу комісію з питань протидії протиправному поглинанню та захопленню підприємств,було утворено з метою реалізації державної політики щодо протидії протиправному поглинанню та захопленню підприємств постановою Кабінету Міністрів України від 21 лютого 2007 р. № 257.
Першим головою комсії став Азаров Микола Янович, який очолював її з лютого 2007 р. по грудень 2007 р.
Голови комісії з 2007 р. по 2013 р.
Азаров Микола Янович - лютий 2007 р. - грудень 2007 р.

Турчинов Олександр Валентинович - грудень 2007 р. - березень 2010 р.

Сівкович Володимир Леонідович - березень 2010 р. - жовтень 2011 р.

Клюєв Андрій Петрович - жовтень 2011 р. - лютий 2012 р.

Хорошковський Валерій Іванович - лютий 2012 р. - грудень 2012 р.

Арбузов Сергій Геннадійович - березень 2013 р. - теперішній час.